# Baia de Fier
Baia de Fier é uma comuna romena localizada no distrito de Gorj, na região de Oltênia. A comuna possui uma área de 120.25 km² e sua população era de 4337 habitantes segundo o censo de 2007.